# 偰福寿
偰 福寿（せつ ふくじゅ、설복수）は、ウイグル族出身の高麗後期の文官。官職は宰枢。本貫は慶州偰氏。

## 概要
恭愍王の時に高麗に帰化した偰遜の三男。一族からは、文科合格者、判三司事、礼曹判書、集賢殿副提学などを輩出するなど、高麗末期から李氏朝鮮初期における名門だった。

## 家族
- 祖父：偰哲篤
- 父：偰遜
- 兄：偰長寿
- 兄：偰延寿
- 弟：偰慶寿
- 弟：偰眉寿